# Maoricoris
Maoricoris is een geslacht van wantsen uit de familie bloemwantsen (Anthocoridae). Het geslacht werd voor het eerst wetenschappelijk beschreven door China in 1933.

## Soorten
Het genus bevat de volgende soort:

- Maoricoris benefactor China, 1933